# Beton

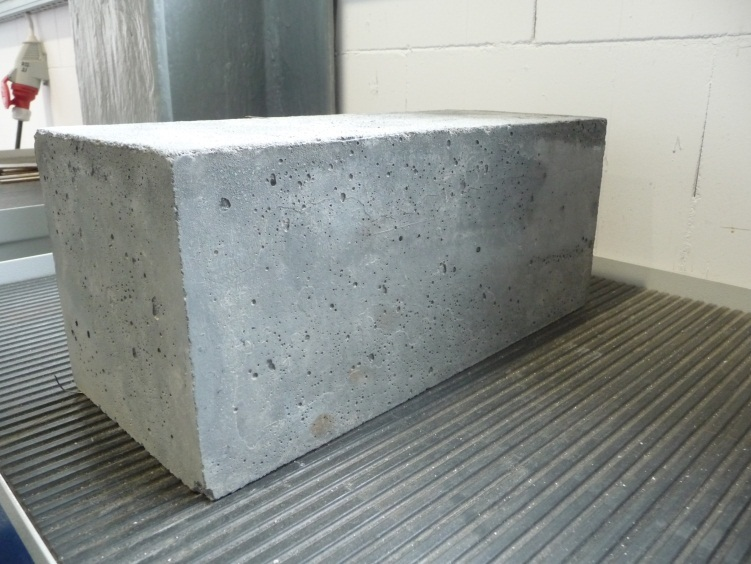
Blok betonowy

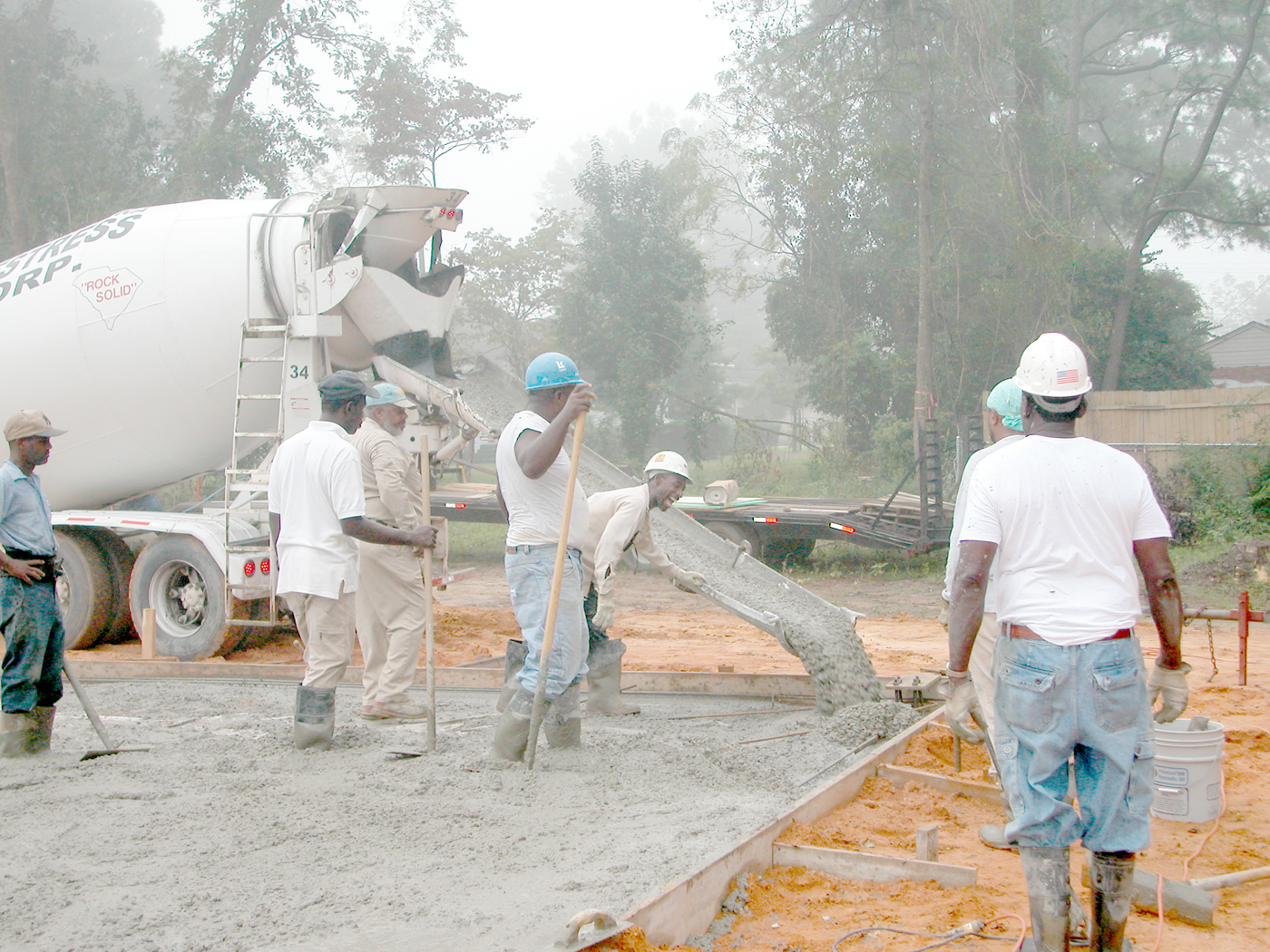
Układanie betonu z betonowozu

Beton – niejednorodny i wielofazowy kompozyt, powstały głównie z cementu, kruszywa i wody, które po wymieszaniu stają się ciałem lepkoplastyczno-stałym. Mieszanka ta dzięki hydratacji cementu przechodzi w ciało stałe, które w czasie dojrzewania wciąż zmienia swoje właściwości. Jest jednym z najbardziej powszechnych materiałów budowlanych we współczesnym budownictwie.
Od lat 30. XX wieku pojęcie betonu zaczęło ulegać znacznemu poszerzeniu, ze względu na możliwość wymiany cementu na inne spoiwa oraz zastosowania wzbogacających dodatków. Stąd można teraz nazwać beton materiałem kompozytowym uzyskanym z drobnoziarnistego wypełniacza spoiwem. Jednym z przykładów tej definicji mogą być tzw. betony żywiczne.

## Historia

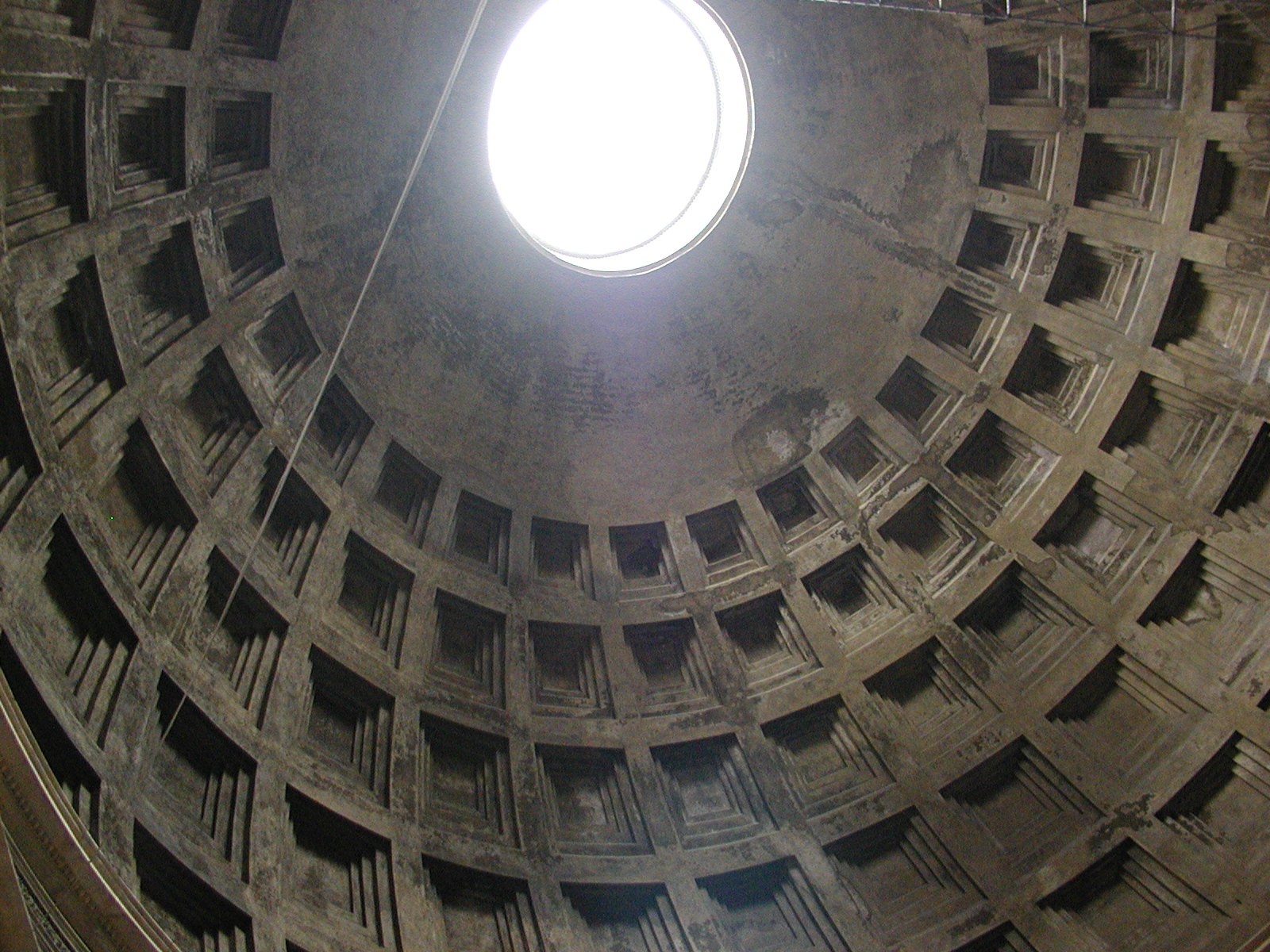
Kopuła rzymskiego panteonu wykonana z betonu

Określany jako sztuczny kamień, beton został wynaleziony i był używany w budownictwie w Asyrii, potem w starożytnym Rzymie czasów republiki (około 200 p.n.e.). W starożytności używano mieszaniny piasku i drobnych kamieni z zaprawą wapienną do łączenia kamieni w murze i sklepieniach. Rzymianie używali jako zaprawy naturalnej pucolany pochodzącej z popiołów wulkanicznych, najpierw z Wezuwiusza, później z innych miejsc. Dodatek popiołu wulkanicznego czynił rzymski beton wodoodpornym. W okolicach odległych od wulkanów wykorzystywano zużyte drobno zmielone dachówki. Wiele zabytków starożytnego Rzymu w całym basenie Morza Śródziemnego zostało wykonanych z betonu. Niektóre z nich przetrwały do dziś - najlepszym tego przykładem jest kopuła Panteonu z kładzionego betonu, o średnicy 43,3 m, ważąca ok. 5 tys. ton powstała w latach 118–125. Inne to m.in. Termy Karakalli, mosty i akwedukty.
Na ziemiach polskich znany we wczesnym średniowieczu, wykonano z niego fundamenty kościoła na Ostrowie Lednickim.
W gotyku stosowano mieszaninę zaprawy wapiennej z bardzo drobnym piaskiem do wykonywania odlewów powtarzalnych elementów dekoracyjnych.
W XIX w. (po wynalezieniu cementu portlandzkiego) upowszechnił się materiał budowlany zwany betonem. Pierwszą konstrukcję z użyciem betonu (latarnię morską Eddystone w zatoce Plymouth, zwaną Smeaton’s Tower) postawił w 1756 roku John Smeaton. Wynalezienie cementu portlandzkiego przypisywane jest innemu Anglikowi – Josephowi Aspdinowi, który w 1824 roku uzyskał patent na jego wyrób.

## Uzyskiwanie
Beton (zwykły) powstaje w wyniku wiązania i stwardnienia mieszanki betonowej. Mieszanka betonowa to mieszanina spoiwa (cement), kruszywa, wody i ewentualnych dodatków (do 20% w stosunku do masy spoiwa) i domieszek (do 5% w stosunku do masy spoiwa).
Kruszywa mogą być naturalne: grube (żwir), drobne (piasek o frakcjach do 2 mm) lub sztuczne (np. keramzyt). Dodatki i domieszki poprawiają właściwości mieszanek betonowych i betonów, np. zwiększają urabialność, opóźniają proces wiązania, zwiększają mrozoodporność, wodoszczelność itd.
Nie wolno stosować wody morskiej (zasolonej), mineralnej i zanieczyszczonej (np. ściekowej, rzecznej). Bez wykonywania badań można stosować wodę wodociągową.
Skład mieszanki betonowej dobiera się na podstawie analiz laboratoryjnych i obliczeń (receptura betonu), tak aby otrzymać beton o oczekiwanej wytrzymałości, odporności na działanie czynników zewnętrznych (np. o odpowiedniej ścieralności, wodoszczelności, kwasoodporności, żaroodporności, izolacyjności cieplnej).

## Rodzaje betonu

### Ze względu na ciężar objętościowy
- beton ciężki – o ciężarze objętościowym większym niż 2600 kg/m³, wykonywany z zastosowaniem specjalnych kruszyw (np. barytowych, stalowych, manganowych), stosowany jako osłona biologiczna dla osłabienia promieniowania jonizującego;
- beton zwykły:
  - o gęstości od 2200 do 2600 kg/m³, wykonywany z zastosowaniem kruszyw naturalnych i łamanych (piasek + żwir lub piasek + np. kamień bazaltowy) stosowany do wykonywania elementów konstrukcyjnych betonowych i żelbetowych,
  - o gęstości od 2000 do 2200 kg/m³, wykonywany z zastosowaniem kruszyw porowatych (np. keramzyt) – do wykonywania elementów o podwyższonej izolacyjności cieplnej np. ścian osłonowych, pustaków ściennych i stropowych;
- beton lekki – o ciężarze objętościowym od 800 do 2000 kg/m³, wykonywany z zastosowaniem lekkich kruszyw oraz betonów komórkowych. Betony komórkowe wytwarza się z cementu, piasku, wody i środka pianotwórczego. Betony lekkie stosuje się do wykonywania elementów ściennych i stropowych średniowymiarowych (płyty ścienne i stropowe) i drobnowymiarowych (np. bloczki ścienne, prefabrykowane nadproża).

### Ze względu na sposób zagęszczania i wbudowania
- beton natryskowy
- beton wałowany
- beton wirowany
- beton próżniowy

### Ze względu na właściwości
- beton jastrychowy
- beton polimerowy – zamiast spoiwa cementowego zawiera polimery; beton cementowo-polimerowy zawiera spoiwa cementowe z dodatkiem polimerów; stosowane w sytuacjach, gdy konieczne jest uzyskanie w krótkim czasie betonu o wysokiej wytrzymałości i niskiej kurczliwości podczas wiązania
- fibrobeton – oprócz kruszyw naturalnych zawiera włókna stalowe, szklane, polimerowe, bazaltowe, stosowane jako betony do wykonywania np. posadzek przemysłowych.
- żużlobeton – z dodatkiem rozdrobnionego żużlu do kruszywa
- asfaltobeton – bez cementu i wody, zawiera asfalt, mączkę mineralną, piasek, grysy kamienne i żwir – stosowany do wykonywania nawierzchni drogowych
- beton komórkowy – o wysokiej porowatości
- beton autoklawizowany (ACC) – poddany obróbce cieplnej w środowisku pary wodnej
- beton samonaprawialny – posiadający zdolność do naprawy własnych uszkodzeń mechanicznych

### Kierunki rozwoju
- beton wysokowytrzymały
- beton ultra-wysokowytrzymały
- beton transparentny
- beton papierowy
- beton z pianki szklanej
- beton samoczyszczący
- beton geopolimerowy
- beton ekspansywny
- beton samozagęszczalny
- beton siarkowy
- beton zielony (ekologiczny)[2]
- beton drutowy (drutobeton)

## Wytrzymałość
Ważną cechą betonu jest jego wytrzymałość na ściskanie. Gwarantowaną wartość wytrzymałości określa klasa betonu. Wytrzymałość betonu, jak i jego trwałość i odporność na czynniki atmosferyczne zależą w dużej mierze od jego porowatości.
Wytrzymałość na ściskanie betonu – zależy od wielu parametrów:
- składu betonu wynikającego z rodzaju, uziarnienia i wytrzymałości kruszywa,
- rodzaju i ilości cementu,
- wskaźnika c/w,
- warunków środowiska (warunki termiczno-wilgotnościowe podczas pielęgnacji),
- sposobu obciążenia,
- geometrii badanych elementów próbnych,
- czasu obciążenia oraz wieku betonu.

Wraz z wejściem Polski do Unii Europejskiej i dostosowywaniem polskich przepisów do unijnych, została wprowadzona nowa norma (PN-EN 206-1) określająca wytrzymałość betonów zwykłych i ciężkich symbolem C../.., np. C20/25 oznacza beton o minimalnej wytrzymałości charakterystycznej oznaczonej na próbkach walcowych wynoszącej 20 MPa (próbka walcowa o wymiarach: średnica 15 cm, wysokość 30 cm) i minimalnej wartości wytrzymałości charakterystycznej (wytrzymałość charakterystyczna to wartość osiągana przez minimum 95% próbek danej partii, równoznaczne jest to z 5% przedziałem ufności) oznaczonej na próbkach sześciennych wynoszącej 25 MPa (próbka sześcienna 15 × 15 × 15 cm). Dla betonów lekkich ta sama norma wprowadza oznaczenie symbolem LC../.. (np. LC20/22).
| Klasa nadzoru | Klasa betonu | wytrzymałość charakterystyczna walca na ściskanie {\displaystyle f_{ck}} (MPa) | wytrzymałość charakterystyczna kostki na ściskanie {\displaystyle f_{ck,cube}} (MPa) | średnia gwarantowana wytrzymałość na rozciąganie {\displaystyle f_{ctm}} (MPa) |
| ------------- | ------------ | ------------------------------------------------------------------------------ | ------------------------------------------------------------------------------------ | ------------------------------------------------------------------------------ |
| 1             | C8/10        | 8                                                                              | –                                                                                    | –                                                                              |
| 1             | C12/15       | 12                                                                             | 15                                                                                   | 1,6                                                                            |
| 1             | C16/20       | 16                                                                             | 20                                                                                   | 1,9                                                                            |
| 1             | C20/25       | 20                                                                             | 25                                                                                   | 2,2                                                                            |
| 1             | C25/30       | 25                                                                             | 30                                                                                   | 2,6                                                                            |
| 2             | C30/37       | 30                                                                             | 37                                                                                   | 2,9                                                                            |
| 2             | C35/45       | 35                                                                             | 45                                                                                   | 3,2                                                                            |
| 2             | C40/50       | 40                                                                             | 50                                                                                   | 3,5                                                                            |
| 2             | C45/55       | 45                                                                             | 55                                                                                   | 3,8                                                                            |
| 2             | C50/60       | 50                                                                             | 60                                                                                   | 4,1                                                                            |
| 3             | C55/67       | 55                                                                             | 67                                                                                   | 4,2                                                                            |
| 3             | C60/75       | 60                                                                             | 75                                                                                   | 4,4                                                                            |
| 3             | C70/85       | 70                                                                             | 85                                                                                   | 4,6                                                                            |
| 3             | C80/95       | 80                                                                             | 95                                                                                   | 4,8                                                                            |
| 3             | C90/105      | 90                                                                             | 105                                                                                  | 5,0                                                                            |
| 3             | C100/115     | 100                                                                            | 115                                                                                  | 5,2                                                                            |

Norma PN-B-03264:2002 została w 2004 r. uzupełniona poprawką, zgodnie z którą klasom betonu oznaczanym B-20 itp. przyporządkowano równoznaczne oznaczenia np. C16/20.
Wytrzymałość betonu na rozciąganie jest dziesięciokrotnie mniejsza w stosunku do jego wytrzymałości na ściskanie. Przypuszczalnie spowodowane jest to powstawaniem mikrorys między zaczynem a kruszywem. Aby możliwe było przenoszenie sił rozciągających stosuje się zbrojenie betonu wkładkami stalowymi (pręty i siatki stalowe) – taki materiał kompozytowy nazywany jest żelbetem. Wówczas to stal przejmuje naprężenia rozciągające, a zadaniem betonu jest „praca” z siłami ściskającymi.
Wytrzymałość betonu zależy również od zawartości cementu, jednak zwiększenie jego udziału wpływa negatywnie na właściwości reologiczne, głównie na skurcz. Powstawać przez to mogą w betonie rysy i pęknięcia wynikające ze zwiększonych naprężeń oraz temperatury hydratacji.

## Wodoszczelność
Wodoszczelność betonu, czyli zdolność betonu do przeciwstawiania się przepływowi wody będącej pod ciśnieniem, zależy w dużej mierze od jego porowatości. Beton wodoszczelny powinien odznaczać się więc możliwie małą ilością wolnych przestrzeni w strukturze. Oznacza się ją stopniami wodoszczelności: W-2, W-4, W-6, W-8, itd, oznaczającymi 10-krotną wielkość ciśnienia wody w MPa, przy którym woda przenika w ilości dopuszczalnej podczas normowego badania tzw. badania przepuszczalności wody.
W praktyce inżynierskiej nadal funkcjonuje pojęcie wodoszczelności betonu zdefiniowane w normie z 1988 roku PN-88/B-06250. Współcześnie, w dobie Eurokodów, pojęcie wodoszczelności  powinno być rozumiane jako głębokość penetracji wody pod ciśnieniem wg normy z 2011 roku PN-EN 12390-8:2011 „Głębokość penetracji wody pod ciśnieniem” lub jako klasa szczelności wg nomy PN-EN 1992-3:2008 „Projektowanie konstrukcji z betonu. Część 3: Silosy i zbiorniki na ciecze”.
Dodać należy, że norma PN-B-06265:2018-10 „Beton. Wymagania, właściwości, produkcja i zgodność. Krajowe uzupełnienie PN-EN 206+A1:2016-12” wprowadza dodatkowe zapisy precyzujące badania odporności betonu na penetrację wody. W pkt. 5.5.3 wprowadzono zapis, że o ile dla elementu/wyrobu/konstrukcji z betonu istotna jest jego wodoszczelność, to maksymalną głębokość penetracji wody pod ciśnieniem należy określić w specyfikacji technicznej, a badanie przeprowadzić zgodnie z PN-EN 12390-8:2011.